# ElTR
ElTR (kirgisisch ЭлТР, deutsch nationaler Fernsehsender und Rundfunk) ist ein staatlicher Fernsehsender in Kirgisistan mit Sitz in Osch. Er wurde 2005 als Nachfolger des staatlichen kirgisischen Fernsehens „Osch-3000“ (kirgisisch/russisch Ош-3000) gegründet und ist heutzutage in ganz Kirgisistan zu empfangen.  Korrespondenzbüros wurden in Dschalal-Abad, Ysyykköl und Batken eröffnet.
Der Radiosender ElFM und der Sender Билим жана Илим (Bilim Dschana Ilim, deutsch Wissen und Wissenschaft) sind Teil von ElTR. Im Jahr 2005 wurde der Sender von einem öffentlich-rechtlichen Sender in einen staatlichen Sende rumgewandelt.